# Aaron Brookner
Pour les articles homonymes, voir Brookner.
Aaron Brookner, né à New York (à Greenwich Village) le 22 décembre 1981, est un réalisateur et scénariste américain.

## Filmographie
- 2004 : The Black Cowboys (aussi producteur)
- 2011 : The Silver Goat (aussi scénariste)
- 2016 : Uncle Howard (aussi scénariste)